# Tarsicopia lynchiana
Tarsicopia lynchiana är en fjärilsart som beskrevs av Köhler 1959. Tarsicopia lynchiana ingår i släktet Tarsicopia och familjen nattflyn. Inga underarter finns listade i Catalogue of Life.